# مرگ‌ها در ۲۰۱۴
این فهرست به افراد درگذشته در سال ۲۰۱۴ (میلادی) می‌پردازد،

## ژانویه

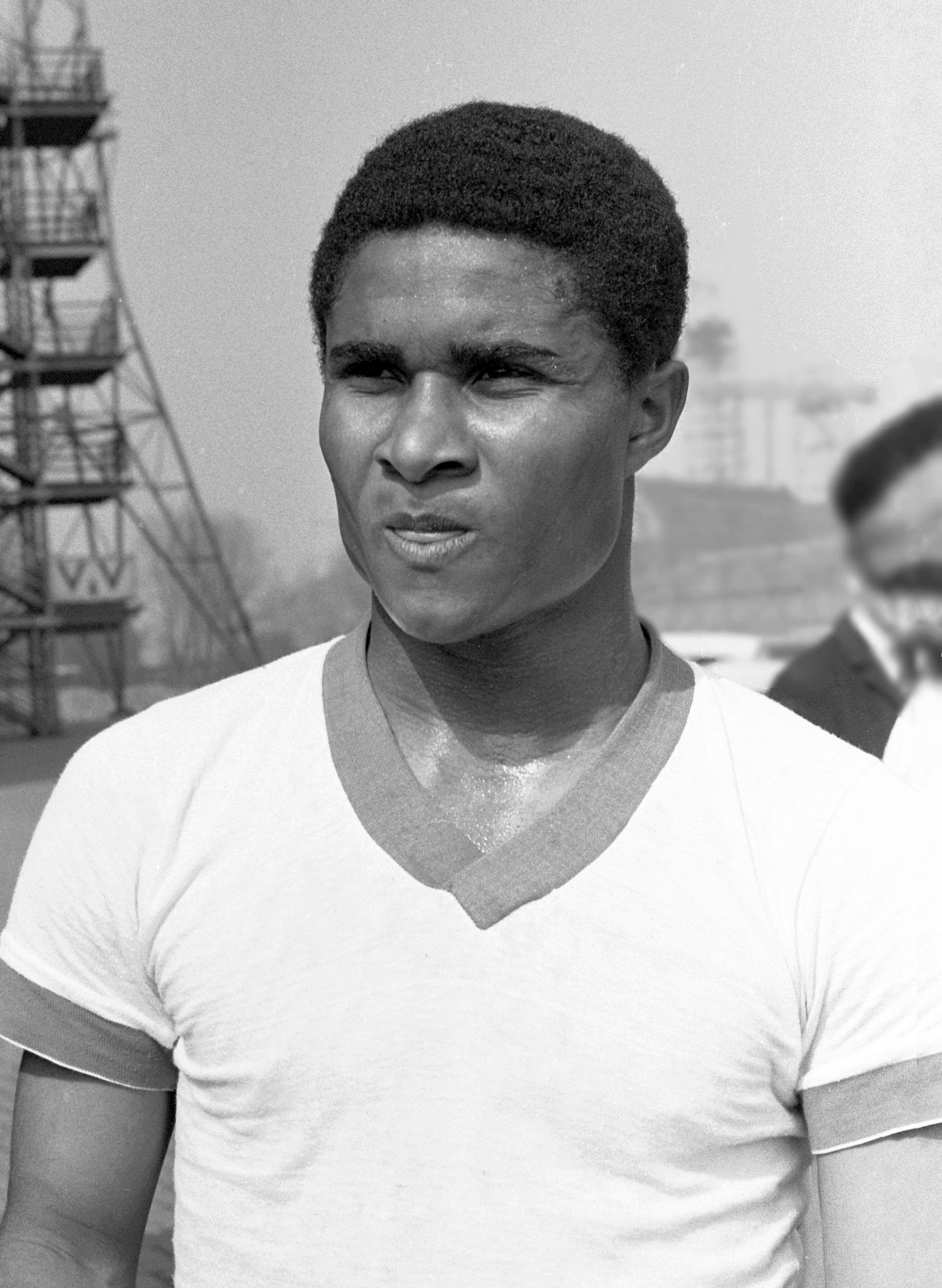
اوزه‌بیو

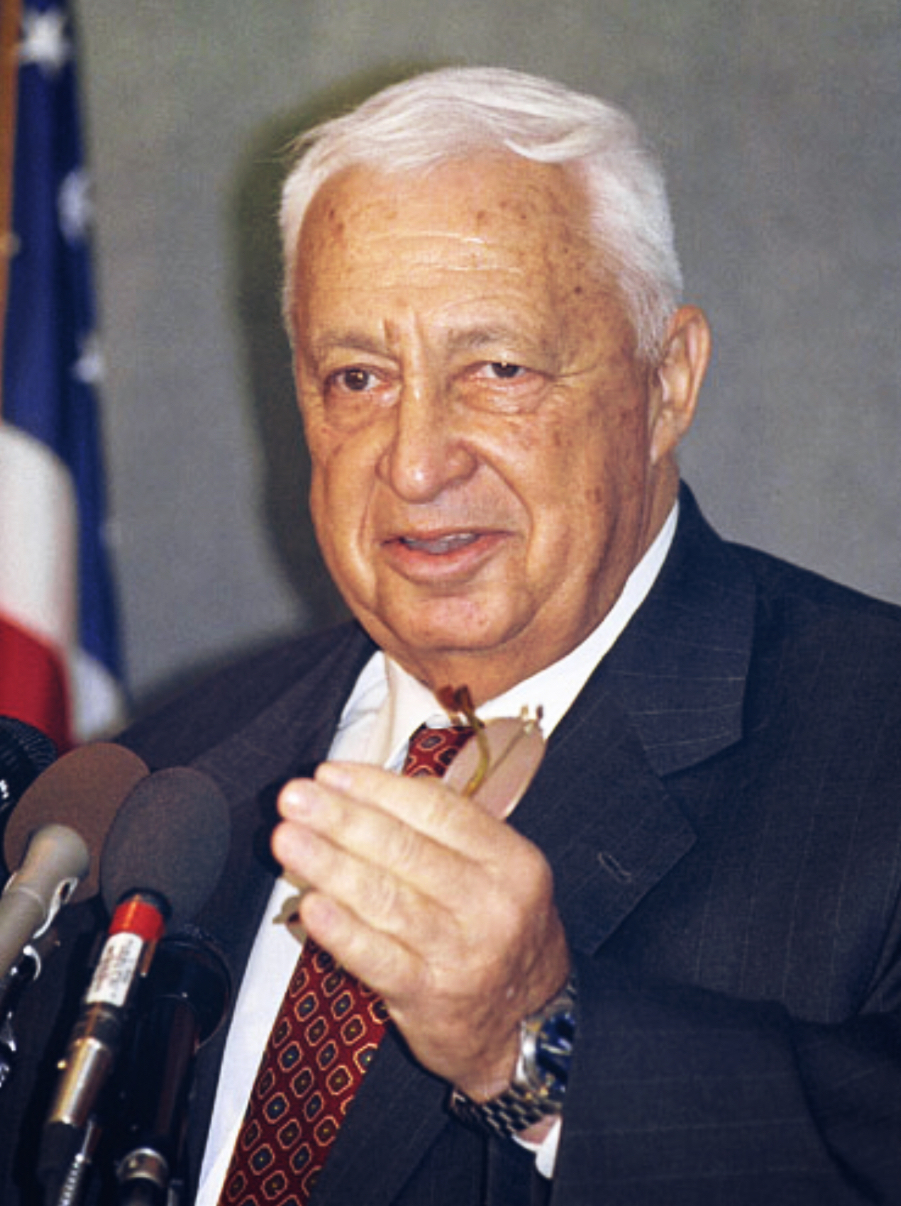
آریل شارون

- ۵ ژانویه – اوزه‌بیو، پرتغالی بازیکن فوتبال (زاده ۱۹۴۲ (میلادی))
- ۷ ژانویه – ران ران شاو، Hong Kong filmmaker and entrepreneur (زاده ۱۹۰۷ (میلادی))
- ۹ ژانویه
  - امیری باراکا، آمریکایی شاعر (زاده ۱۹۳۴ (میلادی))
  - دیل تی. مورتنسن، آمریکایی Nobel اقتصاددان (زاده ۱۹۳۹ (میلادی))
- ۱۰ ژانویه – Zbigniew Messner, 9th نخست‌وزیر the People's Republic of Poland (زاده ۱۹۲۹ (میلادی))
- ۱۱ ژانویه
  - آریل شارون، ۱۱ام نخست‌وزیر اسرائیل (زاده ۱۹۲۸ (میلادی))
  - Vugar Gashimov, Azerbaijani chess grandmaster (زاده ۱۹۸۶ (میلادی))
- ۱۴ ژانویه – Mae Young, آمریکایی professional wrestler (زاده ۱۹۲۳ (میلادی))
- ۱۵ ژانویه
  - John Dobson, آمریکایی amateur astronomer (زاده ۱۹۱۵ (میلادی))
  - راجر لوید-پک، بریتانیایی هنرپیشه مرد (زاده ۱۹۴۴ (میلادی))
- ۱۶ ژانویه – هیرو اوندا، افسر نظامی ژاپنی که تا ۱۹۷۴ تسلیم نشد (زاده ۱۹۲۲ (میلادی))
- ۲۰ ژانویه – کلودیو آبادو، ایتالیایی رهبر ارکستر (زاده ۱۹۳۳ (میلادی))
- ۲۳ ژانویه – ریتز اورتولانی، ایتالیایی film آهنگ‌ساز (زاده ۱۹۲۶ (میلادی))
- ۲۵ ژانویه – Gyula Sax, مجاری chess grandmaster (زاده ۱۹۵۱ (میلادی))
- ۲۶ ژانویه – خوزه امیلیو پاچکو، Mexican شاعر and نویسنده (زاده ۱۹۳۹ (میلادی))
- ۲۷ ژانویه – پیت سیگر، خواننده آمریکایی، songنویسنده، musician, and activist (زاده ۱۹۱۹ (میلادی))
- ۳۱ ژانویه – میکلوش یانچو، مجاری کارگردان فیلم (زاده ۱۹۲۱ (میلادی))

## فوریه
- ۱ فوریه

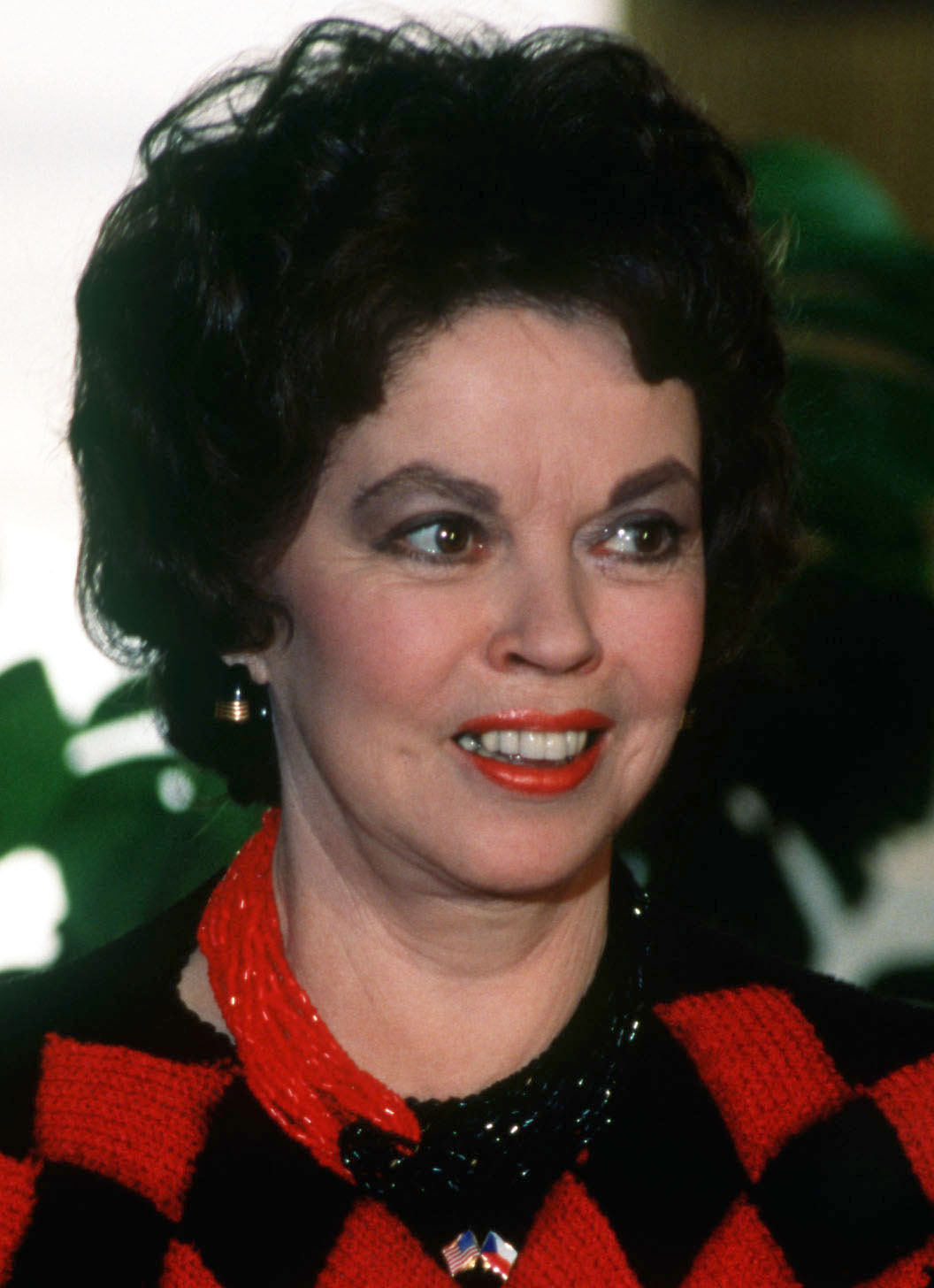
شرلی تمپل

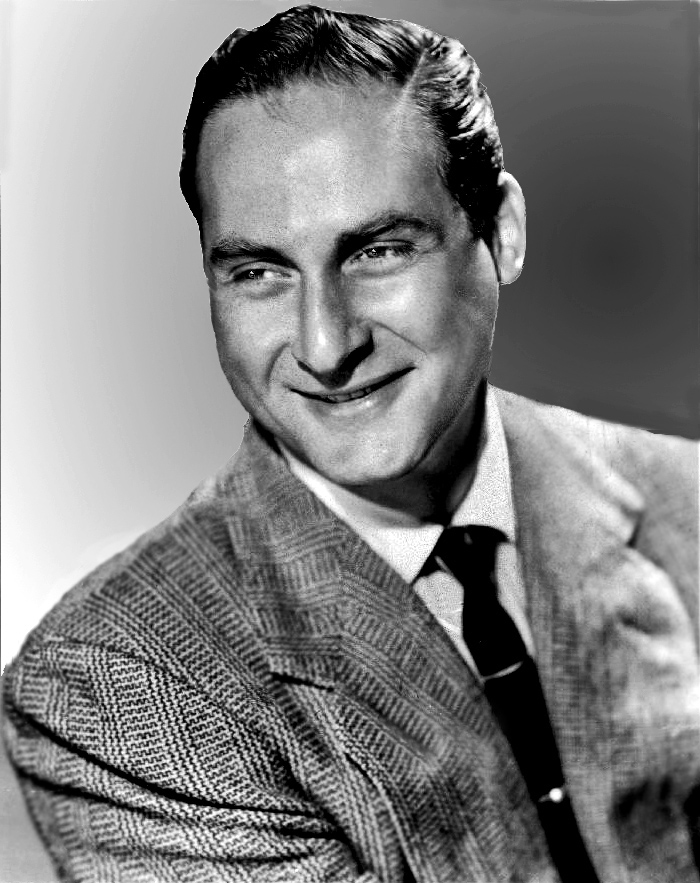
سید سیزر

  - لوییس آراگونز، اسپانیایی football player and coach (زاده ۱۹۳۸ (میلادی))
  - ماکسیمیلیان شل، اتریشی-Swiss هنرپیشه مرد (زاده ۱۹۳۰ (میلادی))
- ۲ فوریه – فیلیپ سیمور هافمن، آمریکایی هنرپیشه مرد (زاده ۱۹۶۷ (میلادی))
- ۳ فوریه – لوئیس بورو، آمریکایی tennis player (زاده ۱۹۲۳ (میلادی))
- ۱۰ فوریه
  - استوارت هال، Jamaican-بریتانیایی sociologist (زاده ۱۹۳۲ (میلادی))
  - شرلی تمپل، آمریکایی هنرپیشه زن and diplomat (زاده ۱۹۲۸ (میلادی))
- ۱۱ فوریه – Alice Babs, Swedish خواننده (زاده ۱۹۲۴ (میلادی))
- ۱۲ فوریه – سید سیزر، آمریکایی هنرپیشه مرد (زاده ۱۹۲۲ (میلادی))
- ۱۳ فوریه – ریچارد مولر نیلسن،  Danish football player and coach (زاده ۱۹۳۷ (میلادی))
- ۱۴ فوریه – تام فینی، انگلیسی بازیکن فوتبال (زاده ۱۹۲۲ (میلادی))
- ۱۸ فوریه – Nelson Frazier, Jr., آمریکایی professional wrestler (زاده ۱۹۷۱ (میلادی))
- ۱۹ فوریه – والری کوباسوف، شوروی فضانورد (زاده ۱۹۳۵ (میلادی))
- ۲۳ فوریه – Alice Herz-Sommer, Czech-بریتانیایی نوازنده پیانو (زاده ۱۹۰۳ (میلادی))
- ۲۴ فوریه – هارولد رامیس، آمریکایی کارگردان فیلم، نویسنده، and هنرپیشه مرد (زاده ۱۹۴۴ (میلادی))
- ۲۵ فوریه – Mário Coluna, Mozambican-born پرتغالی بازیکن فوتبال (زاده ۱۹۳۵ (میلادی))
- ۲۶ فوریه – پاکو د لوسیا، اسپانیایی guitarist (زاده ۱۹۴۷ (میلادی))

## مارس

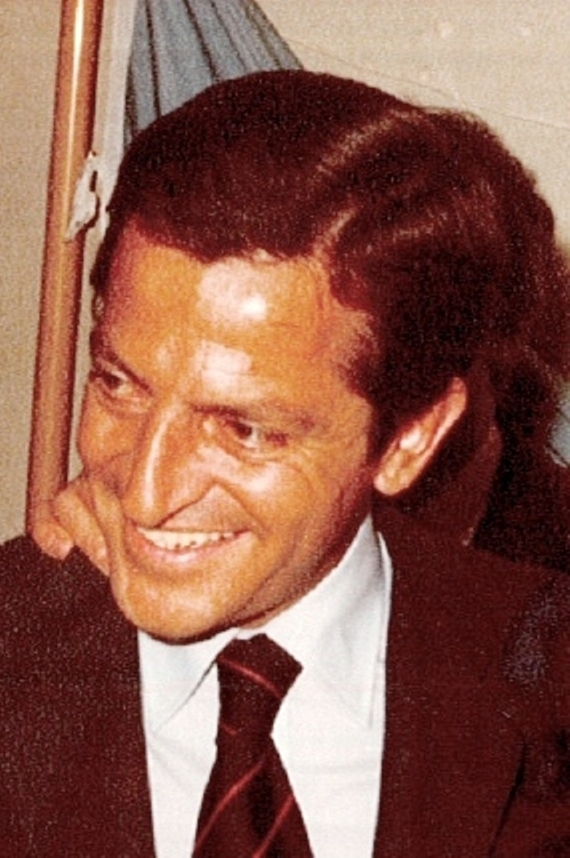
آدولفو سوارس

- ۱ مارس – آلن رنه، فرانسوی کارگردان فیلم (زاده ۱۹۲۲ (میلادی))
- ۹ مارس – محمدقسیم فهیم، Vice رئیس‌جمهور Afghanistan (زاده ح. ۱۹۵۷ (میلادی))
- ۱۲ مارس – ویه‌را خیتیلووا،  Czech کارگردان فیلم (زاده ۱۹۲۹ (میلادی))
- ۱۳ مارس – Ahmad Tejan Kabbah, 3rd رئیس‌جمهور Sierra Leone (زاده ۱۹۳۲ (میلادی))
- ۱۴ مارس – تونی بن، بریتانیایی سیاست‌مدار and diarist (زاده ۱۹۲۵ (میلادی))
- ۱۸ مارس – Lucius Shepard, آمریکایی نویسنده (زاده ۱۹۴۲ (میلادی))
- ۱۹ مارس – Fred Phelps, آمریکایی pastor (زاده ۱۹۲۹ (میلادی))
- ۲۰ مارس – هیلدرالدو بلینی، برزیلی بازیکن فوتبال (زاده ۱۹۳۰ (میلادی))
- ۲۱ مارس
  - Ignatius Zakka I Iwas, 122nd Syriac Orthodox Patriarch (زاده ۱۹۳۳ (میلادی))
  - جیمز ریبهورن، آمریکایی هنرپیشه مرد (زاده ۱۹۴۸ (میلادی))
- ۲۳ مارس – آدولفو سوارس، 138th نخست‌وزیر Spain (زاده ۱۹۳۲ (میلادی))
- ۲۷ مارس – جیمز شلسینگر، آمریکایی اقتصاددان and سیاست‌مدار (زاده ۱۹۲۹ (میلادی))
- ۳۱ مارس – فرانسیس نیکولاس، آمریکایی disk jockey and record producer (زاده ۱۹۵۵ (میلادی))

## آوریل

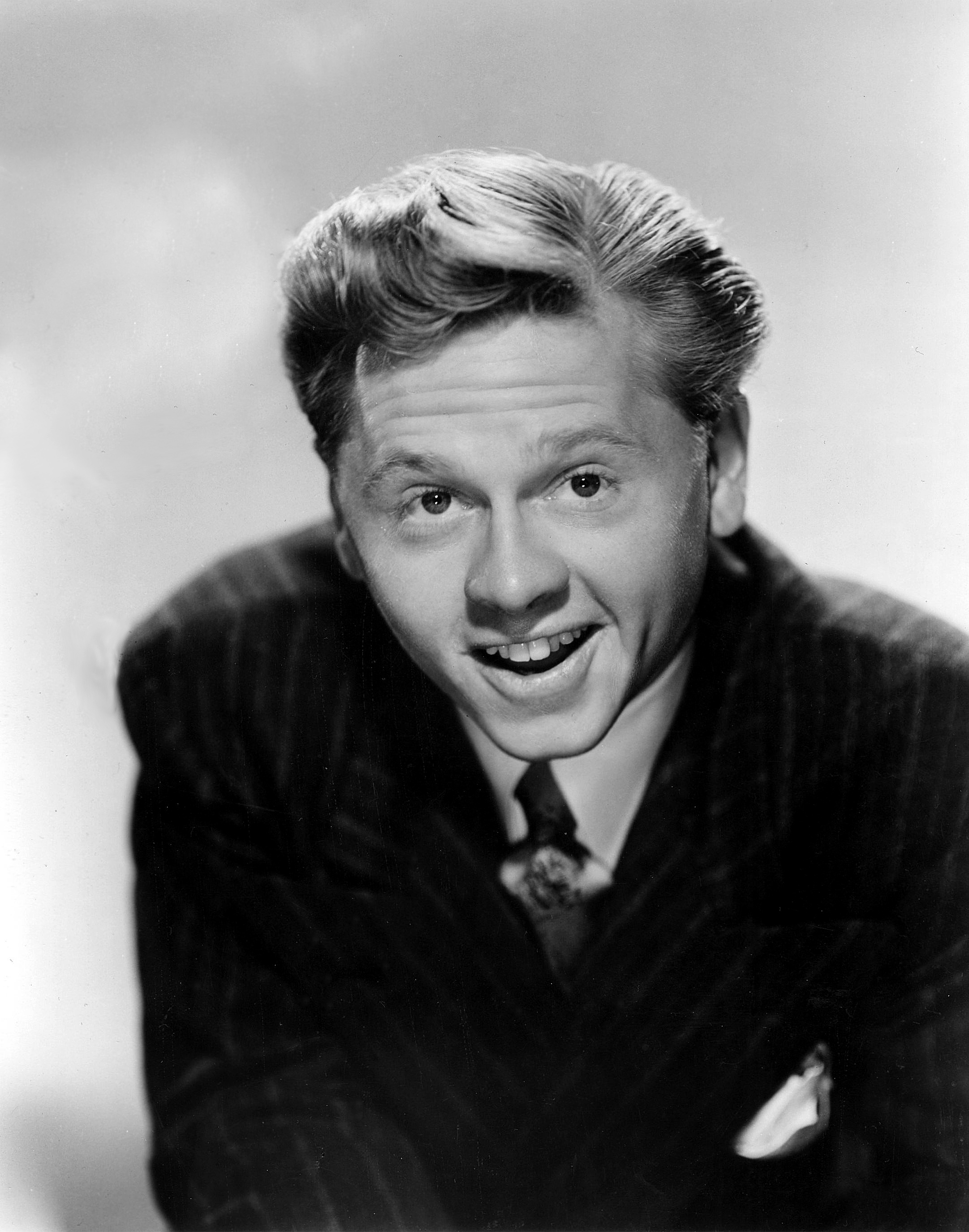
میکی رونی

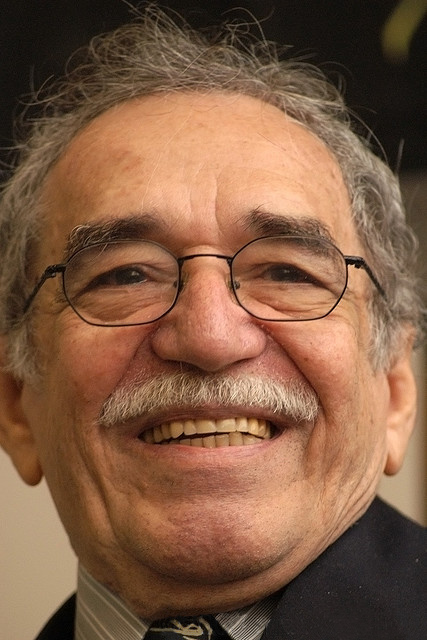
گابریل گارسیا مارکز

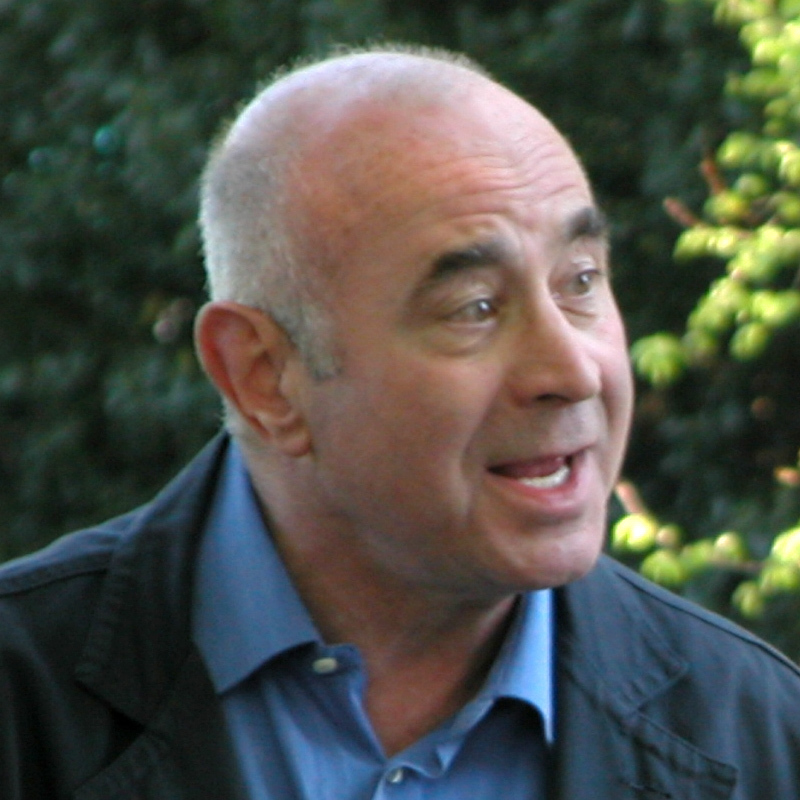
باب هاسکینز

- ۱ آوریل – ژاک لو گوف، فرانسوی historian (زاده ۱۹۲۴ (میلادی))
- ۴ آوریل – کومبا یالا،  President گینه بیسائو (۲۰۰۰–۲۰۰۳) (زاده ۱۹۵۳ (میلادی))
- ۶ آوریل – میکی رونی، آمریکایی هنرپیشه مرد (زاده ۱۹۲۰ (میلادی))
- ۸ آوریل
  - آلتیمت واریر، آمریکایی professional wrestler (زاده ۱۹۵۹ (میلادی))
  - Karlheinz Deschner, آلمانی activist and نویسنده (زاده ۱۹۲۴ (میلادی))
- ۹ آوریل – A. N. R. Robinson, 3rd رئیس‌جمهور Trinidad and Tobago (زاده ۱۹۲۶ (میلادی))
- ۱۰ آوریل – Sue Townsend, بریتانیایی novelist and playwright (زاده ۱۹۴۶ (میلادی))
- ۱۳ آوریل – ارنستو لاکلائو، آرژانتینی political theorist (زاده ۱۹۳۵ (میلادی))
- ۱۶ آوریل – Gyude Bryant, Liberian سیاست‌مدار (زاده ۱۹۴۹ (میلادی))
- ۱۷ آوریل – گابریل گارسیا مارکز، کلمبیایی Nobel نویسنده (زاده ۱۹۲۷ (میلادی))
- ۲۰ آوریل – Rubin Carter, آمریکایی boxer (زاده ۱۹۳۷ (میلادی))
- ۲۴ آوریل
  - هانس هولاین، اتریشی architect (زاده ۱۹۳۴ (میلادی))
  - تادئوش روژه‌ویچ، لهستانی شاعر and playwright (زاده ۱۹۲۱ (میلادی))
- ۲۷ آوریل – وویادین بوسکوف، Serbian football player and coach (زاده ۱۹۳۱ (میلادی))
- ۲۹ آوریل – باب هاسکینز، بریتانیایی هنرپیشه مرد (زاده ۱۹۴۲ (میلادی))

## مه

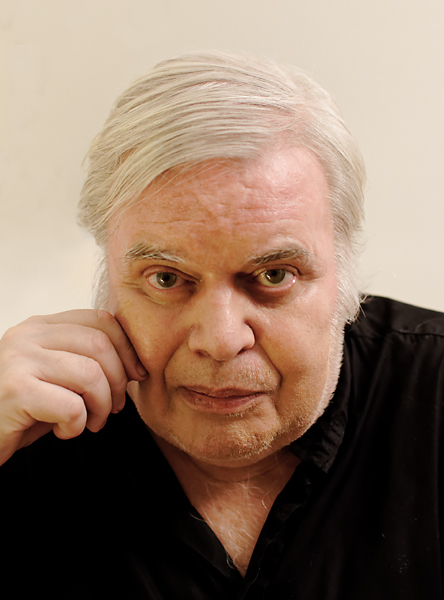
هانس رودولف گیگر

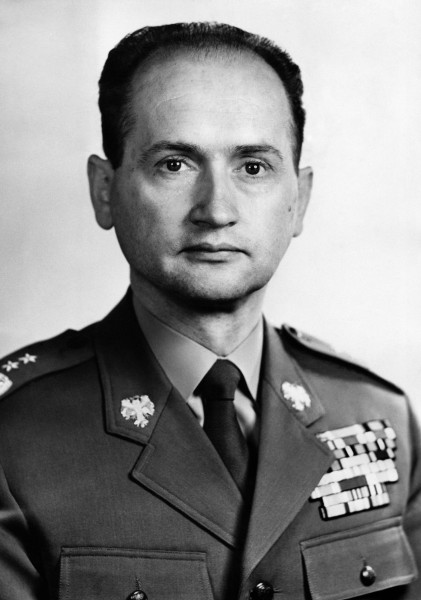
وویچخ یاروزلسکی

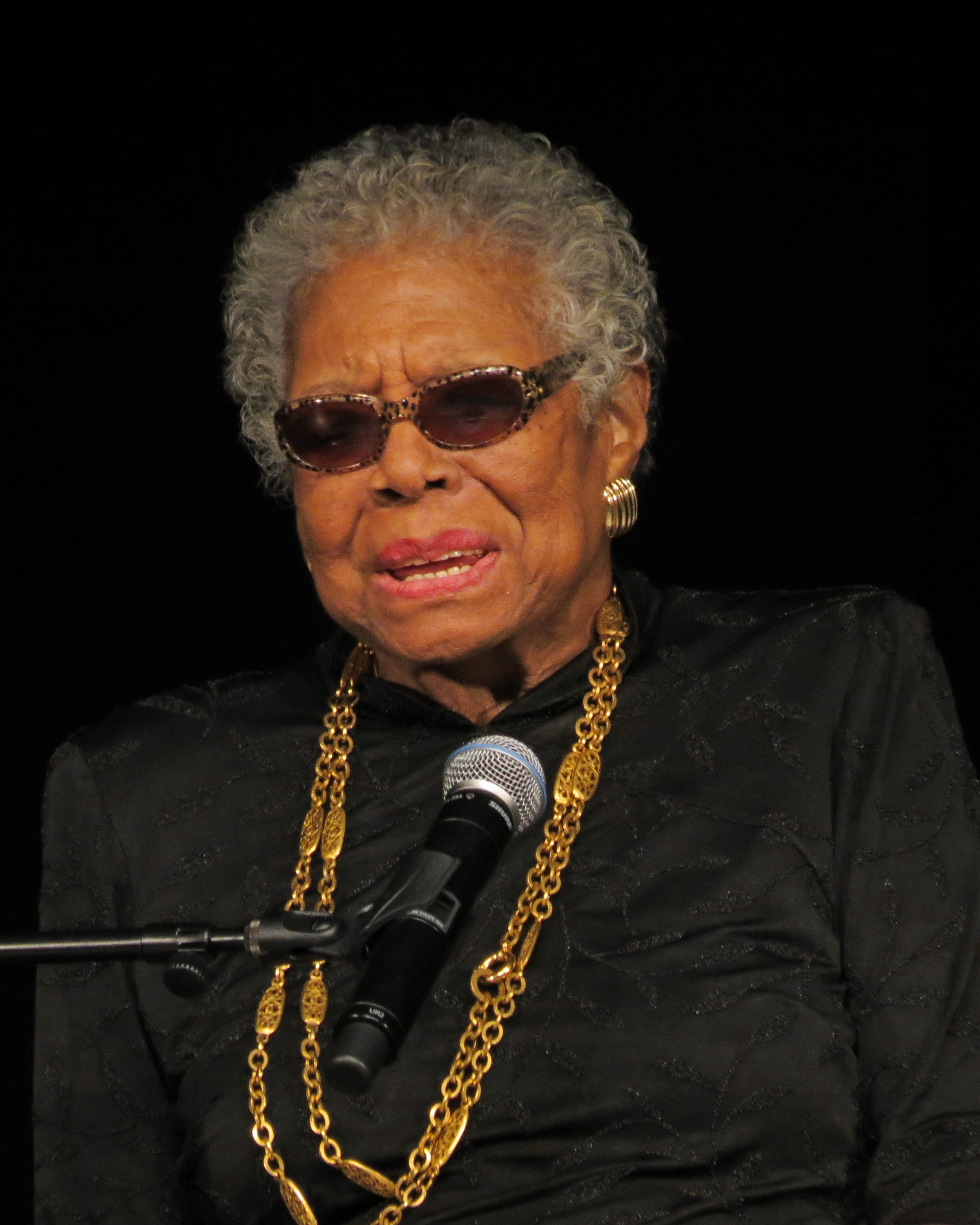
مایا آنجلو

- ۲ مه – افرم زیمبالیست جونیور، آمریکایی هنرپیشه مرد (زاده ۱۹۱۸ (میلادی))
- ۳ مه – گری بکر، آمریکایی Nobel اقتصاددان (زاده ۱۹۳۰ (میلادی))
- ۶ مه
  - Jimmy Ellis, آمریکایی boxer (زاده ۱۹۴۰ (میلادی))
  - Farley Mowat, کانادایی author (زاده ۱۹۲۱ (میلادی))
- ۱۲ مه
  - Marco Cé, ایتالیایی cardinal (زاده ۱۹۲۵ (میلادی))
  - هانس رودولف گیگر، Swiss artist (زاده ۱۹۴۰ (میلادی))
- ۱۵ مه – ژان-لوک دهانه،  63rd نخست‌وزیر Belgium (زاده ۱۹۴۰ (میلادی))
- ۱۷ مه – جرالد ادلمن، آمریکایی Nobel biologist (زاده ۱۹۲۹ (میلادی))
- ۱۸ مه
  - دوبریتسا چوسیچ، Serbian نویسنده and سیاست‌مدار، رئیس‌جمهور the Federal Republic of Yugoslavia (زاده ۱۹۲۱ (میلادی))
  - ووبو اوکلس، هلندی astronaut and physicist (زاده ۱۹۴۶ (میلادی))
  - گوردون ویلیس، آمریکایی cinematographer (زاده ۱۹۳۱ (میلادی))
- ۱۹ مه – جک برابام، Australian race car driver (زاده ۱۹۲۶ (میلادی))
- ۲۱ مه – Jaime Lusinchi, رئیس‌جمهور Venezuela (زاده ۱۹۲۴ (میلادی))
- ۲۵ مه – وویچخ یاروزلسکی، حزب کارگران متحد لهستان leader of Poland (زاده ۱۹۲۳ (میلادی))
- ۲۸ مه
  - مایا آنجلو، آمریکایی شاعر and author (زاده ۱۹۲۸ (میلادی))
  - مالکوم گلیزر، آمریکایی businessman (زاده ۱۹۲۸ (میلادی))
- ۲۹ مه – هاینز بوم، اتریشی هنرپیشه مرد (زاده ۱۹۲۸ (میلادی))
- ۳۱ مه
  - Marinho Chagas, برزیلی بازیکن فوتبال (زاده ۱۹۵۲ (میلادی))
  - مارتا هایر، آمریکایی هنرپیشه زن (زاده ۱۹۲۴ (میلادی))

## ژوئن

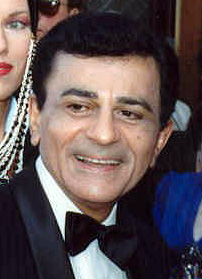
کیسی کیزم

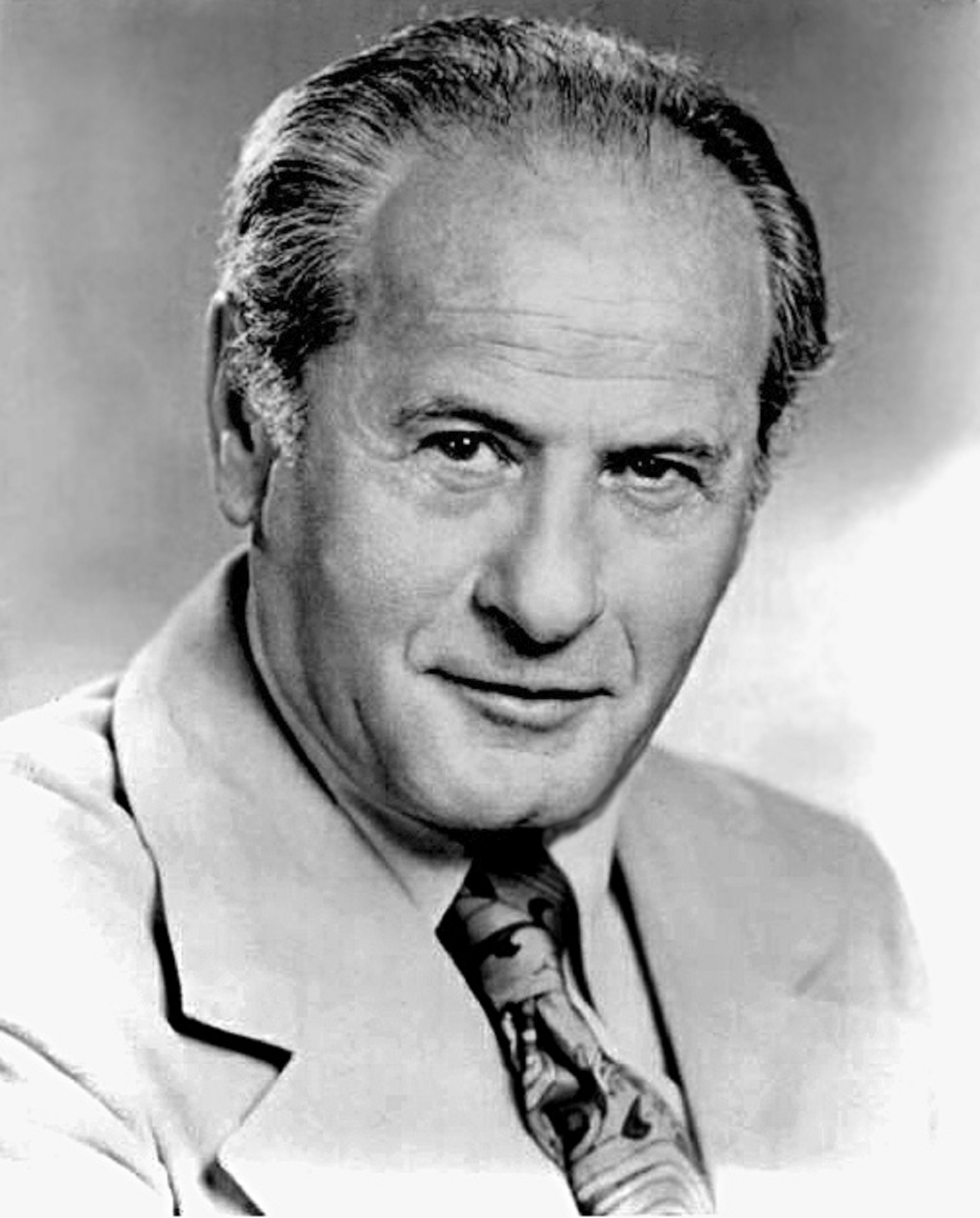
ایلای والاک

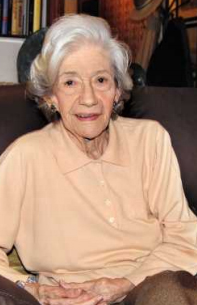
آنا ماریا ماتوته

- ۱ ژوئن – والنتین مانکین، اوکرائینی sailor, Olympic triple champion and silver medalist (زاده ۱۹۳۸ (میلادی))
- ۲ ژوئن
  - Duraisamy Simon Lourdusamy, هندی cardinal (زاده ۱۹۲۴ (میلادی))
  - الکساندر شولگین، آمریکایی pharmacologist and chemist (زاده ۱۹۲۵ (میلادی))
- ۷ ژوئن – فرناندائو (بازیکن فوتبال), برزیلی بازیکن فوتبال and manager (زاده ۱۹۷۸ (میلادی))
- ۹ ژوئن
  - Bernard Agré, Ivorian cardinal (زاده ۱۹۲۶ (میلادی))
  - ریک مایال، بریتانیایی کمدین، نویسنده and هنرپیشه مرد (زاده ۱۹۵۸ (میلادی))
- ۱۱ ژوئن
  - روبی دی، آمریکایی هنرپیشه زن، شاعر، and playwright (زاده ۱۹۲۲ (میلادی))
  - Rafael Frühbeck de Burgos, اسپانیایی رهبر ارکستر and آهنگ‌ساز (زاده ۱۹۳۳ (میلادی))
- ۱۳ ژوئن – Gyula Grosics, مجاری بازیکن فوتبال and manager (زاده ۱۹۲۶ (میلادی))
- ۱۵ ژوئن
  - کیسی کیزم، آمریکایی radio host and voice هنرپیشه مرد (زاده ۱۹۳۲ (میلادی))
  - دنیل کیز، آمریکایی author (زاده ۱۹۲۷ (میلادی))
- ۱۸ ژوئن
  - استفانی کولک، آمریکایی chemist (زاده ۱۹۲۳ (میلادی))
  - هورس سیلور، آمریکایی jazz نوازنده پیانو and آهنگ‌ساز (زاده ۱۹۲۸ (میلادی))
- ۲۴ ژوئن
  - Ramón José Velásquez, Venezuelan historian, journalist and سیاست‌مدار (زاده ۱۹۱۶ (میلادی))
  - ایلای والاک، آمریکایی هنرپیشه مرد (زاده ۱۹۱۵ (میلادی))
- ۲۵ ژوئن – آنا ماریا ماتوته، اسپانیایی author (زاده ۱۹۲۵ (میلادی))
- ۲۶ ژوئن – هاوارد بیکر، آمریکایی سیاست‌مدار and diplomat (زاده ۱۹۲۵ (میلادی))
- ۲۷ ژوئن
  - Leslie Manigat, 43rd رئیس‌جمهور Haiti (زاده ۱۹۳۰ (میلادی))
  - بابی وومک، آمریکایی خواننده-songنویسنده (زاده ۱۹۴۴ (میلادی))
- ۳۰ ژوئن
  - پل مازورسکی، آمریکایی کارگردان، producer, and screenنویسنده (زاده ۱۹۳۰ (میلادی))
  - Željko Šturanović, نخست‌وزیر Montenegro (زاده ۱۹۶۰ (میلادی))

## ژوئیه
- ۷ ژوئیه

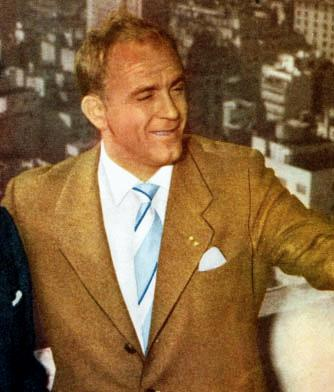
آلفردو دی‌استفانو

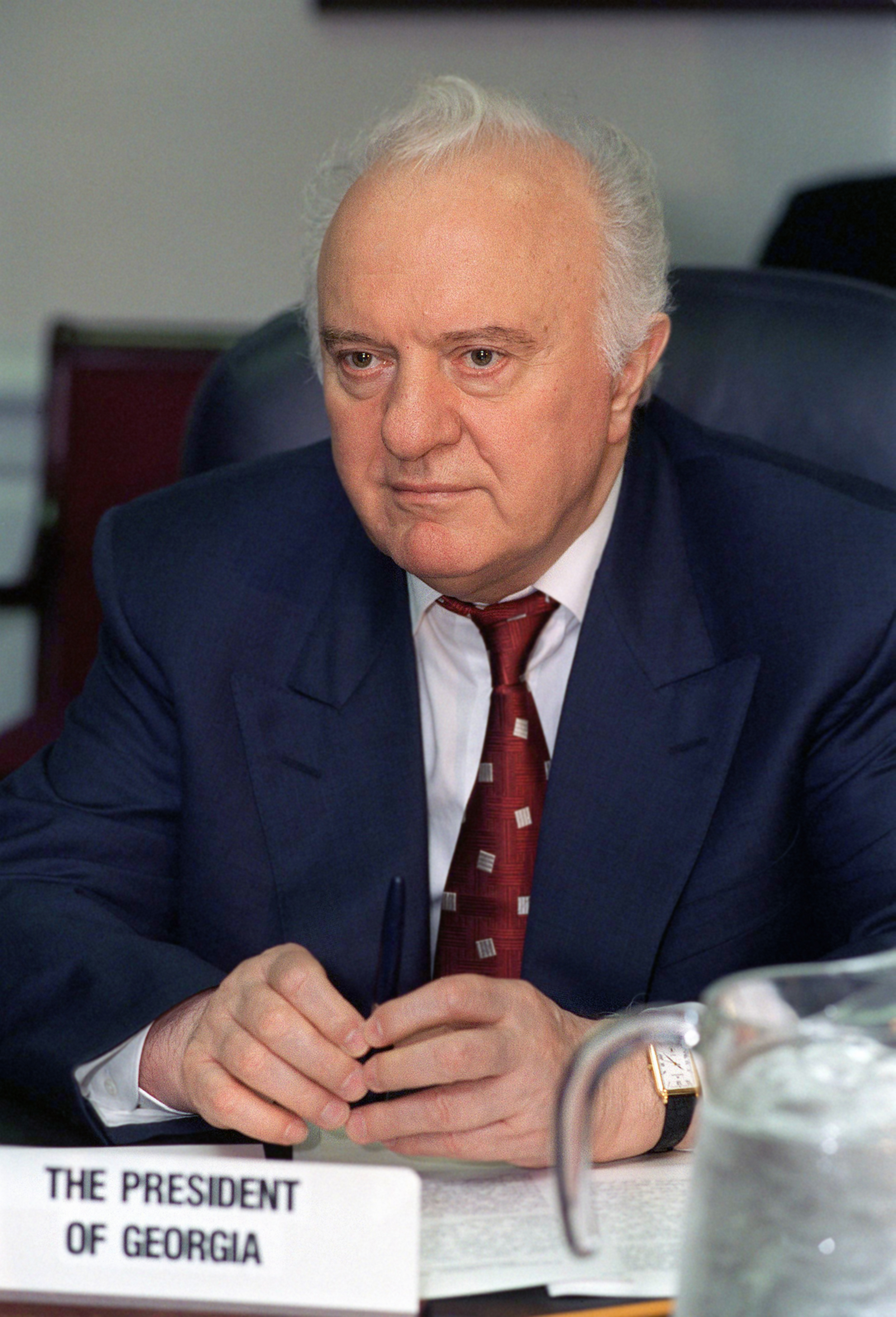
ادوارد شواردنادزه

  - آلفردو دی‌استفانو، آرژانتینی-اسپانیایی بازیکن فوتبال (زاده ۱۹۲۶ (میلادی))
  - ادوارد شواردنادزه، 2nd رئیس‌جمهور Georgia (زاده ۱۹۲۸ (میلادی))
- ۱۰ ژوئیه – Zohra Sehgal, هندی هنرپیشه زن and dancer (زاده ۱۹۱۲ (میلادی))
- ۱۱ ژوئیه
  - Charlie Haden, آمریکایی jazz bassist (زاده ۱۹۳۷ (میلادی))
  - Tommy Ramone, مجاری-آمریکایی drummer and producer (زاده ۱۹۴۹ (میلادی))
  - John Seigenthaler, آمریکایی journalist (زاده ۱۹۲۷ (میلادی))
- ۱۳ ژوئیه
  - لورین مازل، فرانسوی-آمریکایی رهبر ارکستر and violinist (زاده ۱۹۳۰ (میلادی))
  - نادین گوردیمر، South African Nobel نویسنده (زاده ۱۹۲۳ (میلادی))
- ۱۴ ژوئیه – Alice Coachman, آمریکایی ورزشکار (زاده ۱۹۲۳ (میلادی))
- ۱۶ ژوئیه – جانی وینتر، آمریکایی خواننده and guitarist (زاده ۱۹۴۴ (میلادی))
- ۱۷ ژوئیه
  - هنری تارتسفیلد، آمریکایی colonel and astronaut (زاده ۱۹۳۳ (میلادی))
  - الین استریچ، آمریکایی هنرپیشه زن and خواننده (زاده ۱۹۲۵ (میلادی))
- ۱۹ ژوئیه
  - دیوید ایستون، کانادایی-آمریکایی political scientist (زاده ۱۹۱۷ (میلادی))
  - جیمز گارنر، آمریکایی هنرپیشه مرد (زاده ۱۹۲۸ (میلادی))
- ۲۵ ژوئیه – کارلو برگونسی، ایتالیایی tenor and هنرپیشه مرد (زاده ۱۹۲۴ (میلادی))
- ۲۷ ژوئیه – Francesco Marchisano, ایتالیایی cardinal (زاده ۱۹۲۹ (میلادی))
- ۳۰ ژوئیه – Julio Grondona, Argentinian football authority (زاده ۱۹۳۱ (میلادی))

## اوت

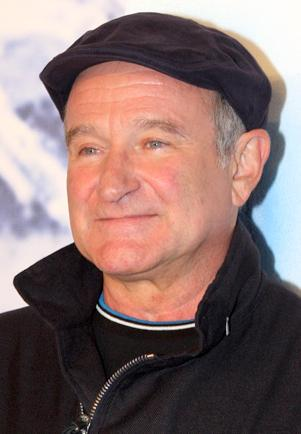
رابین ویلیامز

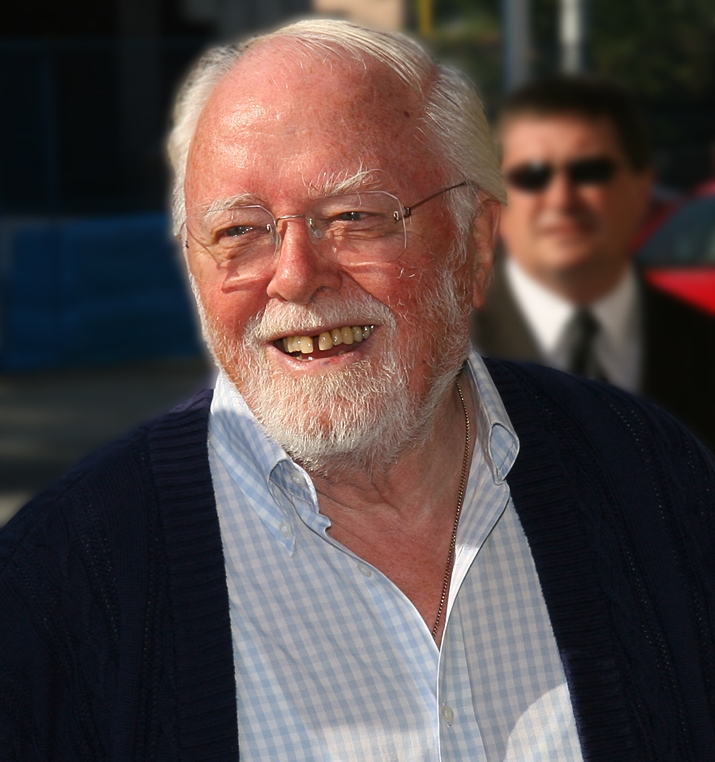
ریچارد اتنبرا

- ۱ اوت – Valyantsin Byalkevich, Belarusian بازیکن فوتبال and manager (زاده ۱۹۷۳ (میلادی))
- ۳ اوت – Edward Clancy, Australian cardinal (زاده ۱۹۲۳ (میلادی))
- ۸ اوت
  - مناهم گولان، Israeli filmmaker (زاده ۱۹۲۹ (میلادی))
  - Peter Sculthorpe, Australian آهنگ‌ساز (زاده ۱۹۲۹ (میلادی))
- ۹ اوت – Andriy Bal, اوکرائینی football player and coach (زاده ۱۹۵۸ (میلادی))
- ۱۱ اوت
  - ولادیمیر بیرا، Yugoslav football player and manager (زاده ۱۹۲۸ (میلادی))
  - سیمون له، Belgian diplomat and author (زاده ۱۹۳۵ (میلادی))
  - رابین ویلیامز، آمریکایی هنرپیشه مرد and کمدین (زاده ۱۹۵۱ (میلادی))
- ۱۲ اوت – لورن باکال، آمریکایی هنرپیشه زن (زاده ۱۹۲۴ (میلادی))
- ۱۳ اوت – Frans Brüggen, هلندی musician (زاده ۱۹۳۴ (میلادی))
- ۱۵ اوت – Licia Albanese, ایتالیایی-آمریکایی soprano (زاده ۱۹۰۹ (میلادی))
- ۱۹ اوت – سیمین بهبهانی، ایرانی شاعر (زاده ۱۹۲۷ (میلادی))
- ۲۰ اوت
  - زاده K. S. Iyengar, هندی yoga teacher and author (زاده ۱۹۱۸ (میلادی))
  - Edmund Szoka, آمریکایی cardinal (زاده ۱۹۲۷ (میلادی))
- ۲۱ اوت – Albert Reynolds, Irish Taoiseach (prime minister) (زاده ۱۹۳۲ (میلادی))
- ۲۴ اوت – ریچارد اتنبرا، بریتانیایی هنرپیشه مرد and کارگردان فیلم (زاده ۱۹۲۳ (میلادی))
- ۲۸ اوت – Glenn Cornick, بریتانیایی bass guitarist (زاده ۱۹۴۷ (میلادی))
- ۲۹ اوت – Björn Waldegård, Swedish rally driver (زاده ۱۹۴۳ (میلادی))

## سپتامبر

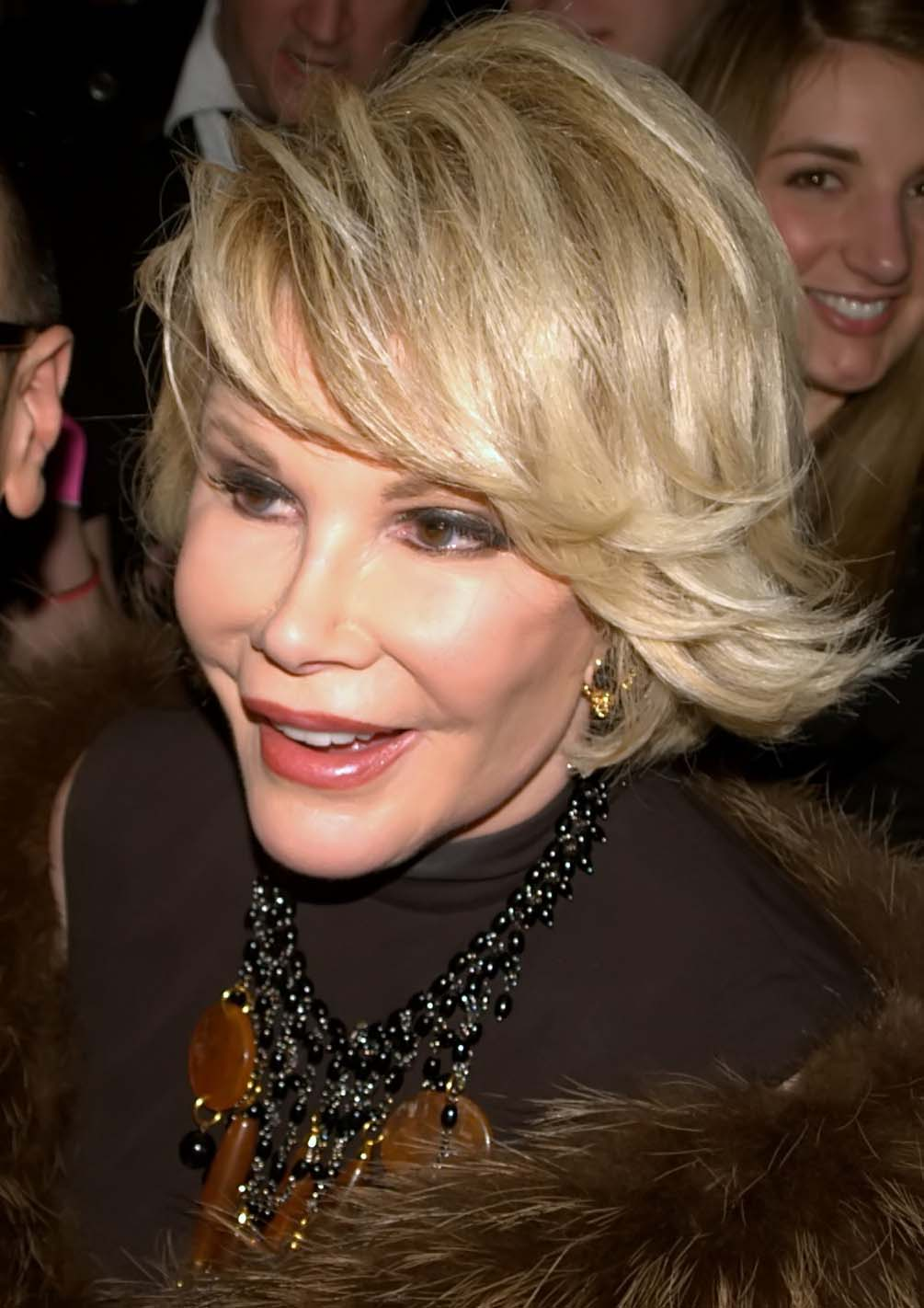
جون ریورز

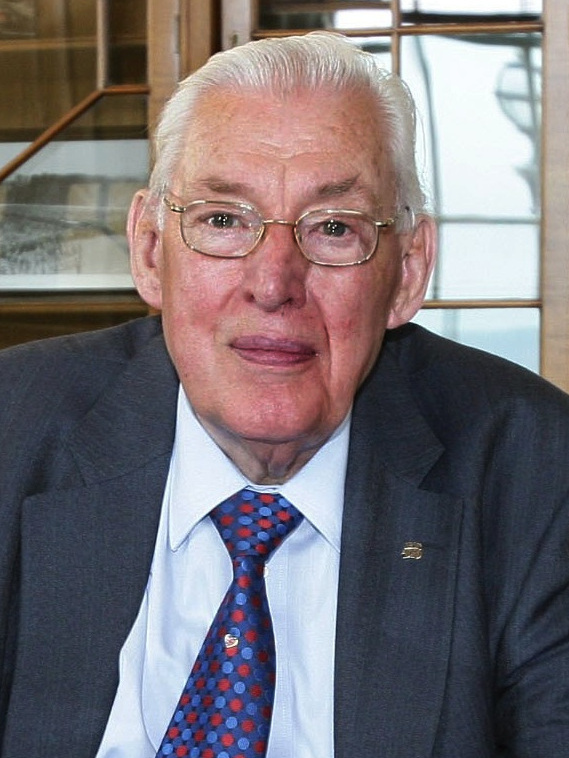
Ian Paisley

- ۱ سپتامبر – گوتفرید جان، آلمانی هنرپیشه مرد (زاده ۱۹۴۲ (میلادی))
- ۴ سپتامبر
  - Gustavo Cerati, آرژانتینی خواننده-songنویسنده and guitarist (زاده ۱۹۵۹ (میلادی))
  - دوناتاس بانیونیس، Lithuanian هنرپیشه مرد (زاده ۱۹۲۴ (میلادی))
  - جون ریورز، آمریکایی کمدین، هنرپیشه زن، and television host (زاده ۱۹۳۳ (میلادی))
- ۵ سپتامبر – Wolfhart Pannenberg, آلمانی theologian (زاده ۱۹۲۸ (میلادی))
- ۶ سپتامبر – Kira Zvorykina, Belarusian chess player (زاده ۱۹۱۹ (میلادی))
- ۷ سپتامبر – یوشیکو اوتاکا، چینی-ژاپنی هنرپیشه زن، خواننده، and سیاست‌مدار (زاده ۱۹۲۰ (میلادی))
- ۸ سپتامبر – Magda Olivero, ایتالیایی soprano (زاده ۱۹۱۰ (میلادی))
- ۱۰ سپتامبر – ریچارد کیل، آمریکایی هنرپیشه مرد (زاده ۱۹۳۹ (میلادی))
- ۱۲ سپتامبر
  - عاطف عبید، مصری سیاست‌مدار، 47th نخست‌وزیر Egypt (زاده ۱۹۳۲ (میلادی))
  - Ian Paisley, بریتانیایی سیاست‌مدار and First Minister of Northern Ireland (زاده ۱۹۲۶ (میلادی))
  - Joe Sample, آمریکایی نوازنده پیانو and آهنگ‌ساز (زاده ۱۹۳۹ (میلادی))
- ۱۵ سپتامبر
  - Yitzhak Hofi, Israeli general (زاده ۱۹۲۷ (میلادی))
  - Nicholas Romanov, Prince of Russia (زاده ۱۹۲۲ (میلادی))
- ۱۷ سپتامبر – آندری هوسین، اوکرائینی بازیکن فوتبال and manager (زاده ۱۹۷۲ (میلادی))
- ۲۰ سپتامبر
  - آناتولی برزووی، شوروی فضانورد (زاده ۱۹۴۲ (میلادی))
  - پالی برگن، آمریکایی هنرپیشه زن (زاده ۱۹۳۰ (میلادی))
- ۲۴ سپتامبر – Christopher Hogwood, انگلیسی رهبر ارکستر، نویسنده، and musicologist (زاده ۱۹۴۱ (میلادی))
- ۲۵ سپتامبر
  - Sulejman Tihić, Bosnian سیاست‌مدار (زاده ۱۹۵۱ (میلادی))
  - Dorothy Tyler-Odam, بریتانیایی ورزشکار (زاده ۱۹۲۰ (میلادی))
- ۲۸ سپتامبر – Dannie Abse, بریتانیایی شاعر (زاده ۱۹۲۳ (میلادی))
- ۳۰ سپتامبر – مارتین لویز پرل، آمریکایی Nobel physicist (زاده ۱۹۲۷ (میلادی))

## اکتبر

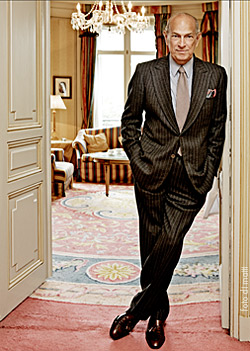
اسکار دلا رنتا

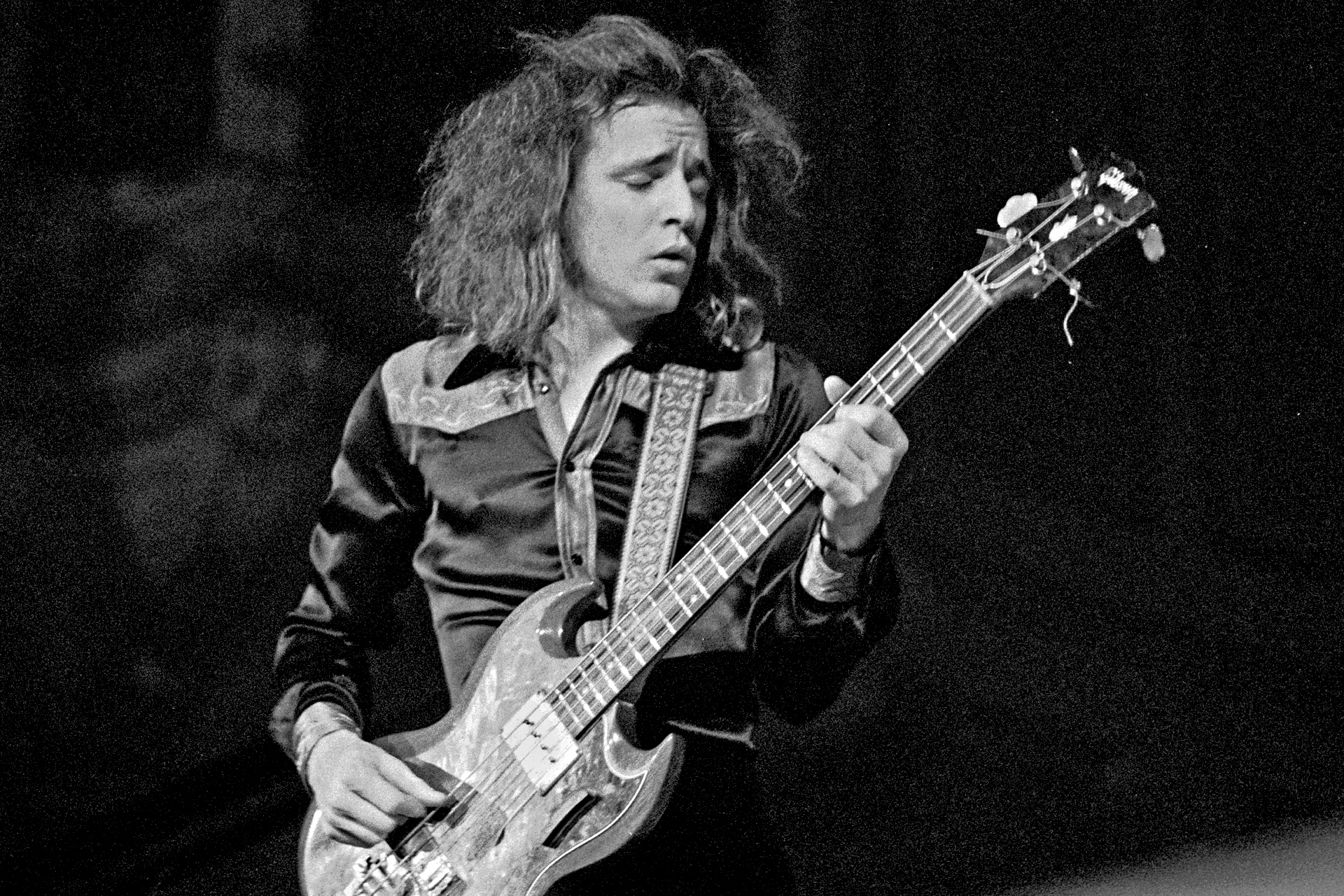
جک بروس

- ۲ اکتبر – György Lázár, مجاری سیاست‌مدار، Chairman of the Council of Ministers (زاده ۱۹۲۴ (میلادی))
- ۴ اکتبر
  - Fyodor Cherenkov, روسی بازیکن فوتبال and manager (زاده ۱۹۵۹ (میلادی))
  - ژان-کلود دووالیه،  41st رئیس‌جمهور Haiti (زاده ۱۹۵۱ (میلادی))
- ۵ اکتبر
  - Andrea de Cesaris, ایتالیایی race car driver (زاده ۱۹۵۹ (میلادی))
  - Yuri Lyubimov, روسی هنرپیشه مرد and کارگردان (زاده ۱۹۱۷ (میلادی))
- ۶ اکتبر
  - Igor Mitoraj, لهستانی مجسمه‌ساز (زاده ۱۹۴۴ (میلادی))
  - ماریان سلدس، آمریکایی هنرپیشه زن (زاده ۱۹۲۸ (میلادی))
- ۷ اکتبر – زیگفرید لنتس، آلمانی نویسنده (زاده ۱۹۲۶ (میلادی))
- ۹ اکتبر – جن هوکس، آمریکایی هنرپیشه زن and کمدین (زاده ۱۹۵۷ (میلادی))
- ۱۴ اکتبر – الیزابت پنیا، آمریکایی هنرپیشه زن (زاده ۱۹۵۹ (میلادی))
- ۱۶ اکتبر – John Spencer-Churchill, 11th Duke of Marlborough, بریتانیایی peer and مربی (زاده ۱۹۲۶ (میلادی))
- ۱۷ اکتبر – ماسارو ایموتو، ژاپنی author (زاده ۱۹۴۳ (میلادی))
- ۲۰ اکتبر – اسکار دلا رنتا، Dominican-آمریکایی fashion designer (زاده ۱۹۳۲ (میلادی))
- ۲۱ اکتبر
  - گاف ویتلم، 21st نخست‌وزیر استرالیا (زاده ۱۹۱۶ (میلادی))
  - محمدرضا مهدوی کنی.
- ۲۳ اکتبر – تولیو رجه، ایتالیایی physicist and academic (زاده ۱۹۳۱ (میلادی))
- ۲۴ اکتبر – Mbulaeni Mulaudzi, South African middle-distance runner (زاده ۱۹۸۰ (میلادی))
- ۲۵ اکتبر
  - جک بروس، بریتانیایی rock bassist (زاده ۱۹۴۳ (میلادی))
  - ریحانه جباری
- ۲۶ اکتبر – سنزو میوا
- ۲۸ اکتبر – مایکل ساتا، 5th رئیس‌جمهور Zambia (زاده ۱۹۳۷ (میلادی))
- ۲۹ اکتبر
  - Rainer Hasler, Liechtensteiner بازیکن فوتبال (زاده ۱۹۵۸ (میلادی))
  - Klas Ingesson, Swedish بازیکن فوتبال (زاده ۱۹۶۸ (میلادی))
- ۳۰ اکتبر – Thomas Menino, آمریکایی سیاست‌مدار، 53rd Mayor of Boston (زاده ۱۹۴۲ (میلادی))

## نوامبر

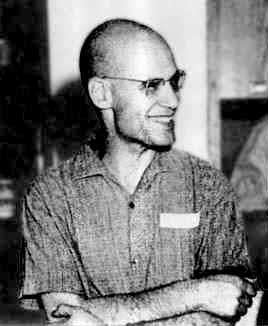
الکساندر گروتندیک

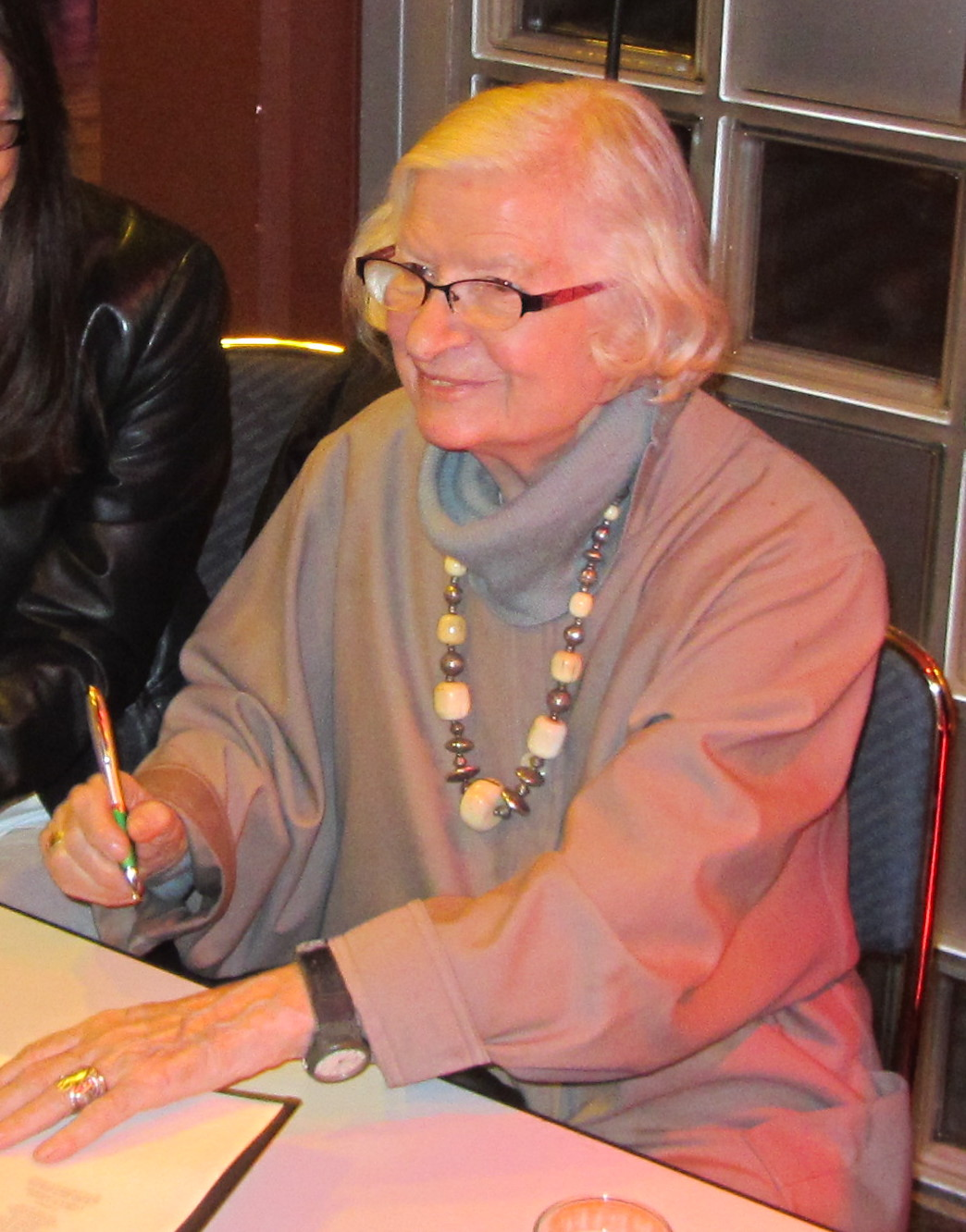
P. D. James

- ۱ نوامبر – وین استاتیک، آمریکایی guitarist and vocalist (زاده ۱۹۶۵ (میلادی))
- ۲ نوامبر
  - Acker Bilk, بریتانیایی jazz clarinetist (زاده ۱۹۲۹ (میلادی))
  - ولیکو کادیویچ،  Yugoslavian general (زاده ۱۹۲۵ (میلادی))
- ۳ نوامبر – گوردون تالک، آمریکایی اقتصاددان and academic (زاده ۱۹۲۲ (میلادی))
- ۱۰ نوامبر – کن تاکاکورا، ژاپنی هنرپیشه مرد (زاده ۱۹۳۱ (میلادی))
- ۱۲ نوامبر – وارن کلارک، انگلیسی هنرپیشه مرد (زاده ۱۹۴۷ (میلادی))
- ۱۳ نوامبر – الکساندر گروتندیک، آلمانی-فرانسوی ریاضی‌دان (زاده ۱۹۲۸ (میلادی))
- ۱۴ نوامبر
  - مرتضی پاشایی, ایرانی خواننده، نوازنده، آهنگساز، تنظیم کننده و موسیقی دان (زاده ۱۹۸۴(میلادی))
  - Eugene Dynkin, روسی-آمریکایی ریاضی‌دان and academic (زاده ۱۹۲۴ (میلادی))
  - گلن ای. لارسن، آمریکایی television producer and نویسنده (زاده ۱۹۳۷ (میلادی))
- ۱۶ نوامبر – Serge Moscovici, Romanian-فرانسوی psychologist (زاده ۱۹۲۵ (میلادی))
- ۱۹ نوامبر – مایک نیکولز، آلمانی-born آمریکایی کارگردان (زاده ۱۹۳۱ (میلادی))
- ۲۰ نوامبر – Cayetana Fitz-James Stuart, 18th Duchess of Alba, اسپانیایی aristocrat (زاده ۱۹۲۶ (میلادی))
- ۲۲ نوامبر – Fiorenzo Angelini, ایتالیایی cardinal (زاده ۱۹۱۶ (میلادی))
- ۲۴ نوامبر – Viktor Tikhonov, شوروی بازیکن هاکی روی یخ and coach (زاده ۱۹۳۰ (میلادی))
- ۲۶ نوامبر – صباح (خواننده), لبنانی خواننده and هنرپیشه زن (زاده ۱۹۲۷ (میلادی))
- ۲۷ نوامبر – P. D. James, انگلیسی نویسنده and life peer (زاده ۱۹۲۰ (میلادی))
- ۲۸ نوامبر – Chespirito, Mexican هنرپیشه مرد and کمدین (زاده ۱۹۲۹ (میلادی))
- ۳۰ نوامبر – Go Seigen, چینی-born ژاپنی گو (بازی) player (زاده ۱۹۱۴ (میلادی))

## دسامبر

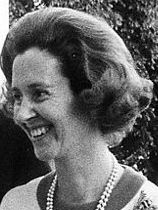
ملکه فابیولای بلژیک

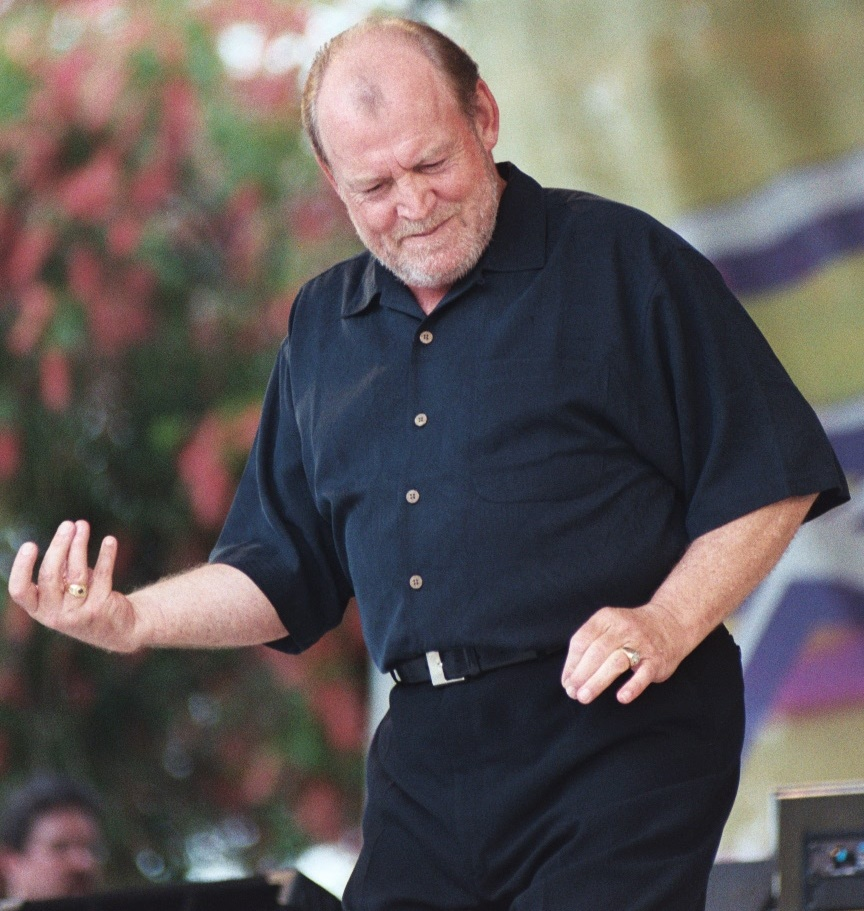
جو کاکر

- ۲ دسامبر – Jean Béliveau, کانادایی بازیکن هاکی روی یخ (زاده ۱۹۳۱ (میلادی))
- ۳ دسامبر
  - ژاکوس باروت، فرانسوی سیاست‌مدار (زاده ۱۹۳۷ (میلادی))
  - Ian McLagan, بریتانیایی musician (زاده ۱۹۴۵ (میلادی))
- ۵ دسامبر – ملکه فابیولای بلژیک (زاده ۱۹۲۸ (میلادی))
- ۶ دسامبر – رالف بائر، آمریکایی video game pioneer (زاده ۱۹۲۲ (میلادی))
- ۸ دسامبر – Knut Nystedt, Norwegian آهنگ‌ساز (زاده ۱۹۱۵ (میلادی))
- ۹ دسامبر – Jorge María Mejía, آرژانتینی cardinal (زاده ۱۹۲۳ (میلادی))
- ۱۶ دسامبر – Ernie Terrell, آمریکایی boxer (زاده ۱۹۳۹ (میلادی))
- ۱۸ دسامبر – ویرنا لیزی، ایتالیایی هنرپیشه زن (زاده ۱۹۳۶ (میلادی))
- ۲۱ دسامبر
  - Åke Johansson, Swedish بازیکن فوتبال (زاده ۱۹۲۸ (میلادی))
  - اودو یورگنس، اتریشی آهنگ‌ساز and خواننده (زاده ۱۹۳۴ (میلادی))
  - بیلی وایتلاو، انگلیسی هنرپیشه زن (زاده ۱۹۳۲ (میلادی))
- ۲۲ دسامبر
  - جو کاکر، انگلیسی خواننده (زاده ۱۹۴۴ (میلادی))
  - جوزف سارجنت، آمریکایی کارگردان فیلم (زاده ۱۹۲۵ (میلادی))
- ۲۶ دسامبر – لیو تیندمانس،  ۴۳ام نخست‌وزیر بلژیک (زاده ۱۹۲۲ (میلادی))
- ۲۷ دسامبر – Tomaž Šalamun, Slovenian شاعر (زاده ۱۹۴۱ (میلادی))
- ۳۰ دسامبر – لوئیز راینر، آلمانی-born آمریکایی هنرپیشه زن (زاده ۱۹۱۰ (میلادی))
- ۳۱ دسامبر
  - ادوارد هرمن، آمریکایی تلویزیون و سینما هنرپیشه مرد (زاده ۱۹۴۳ (میلادی))
  - Arthur Valerian Wellesley, 8th Duke of Wellington (زاده ۱۹۱۵ (میلادی))